# یک راهزن
یک راهزن (انگلیسی: A Bandit) یک فیلم کوتاه کمدی به کارگردانی مک سنت است که در سال ۱۹۱۳ منتشر شد.

## گزیدهٔ بازیگران
- راسکو آرباکل
- نیک کاگلی
- فورد استرلینگ
- اَل سنت جان